# Pierre Dorsey
Pierre Dorsey, nom de scène de Pierre Dreyfus, est un musicien, chef d'orchestre et compositeur français, né le 9 août 1909 à Orsay (Seine-et-Oise) et mort le 29 janvier 1979 au Chesnay (Yvelines).
Actif dans la chanson populaire française des années 1940 à 1960, il est également connu pour ses contributions à la musique de film, au jazz instrumental, ainsi qu'aux productions pour enfants.

## Biographie

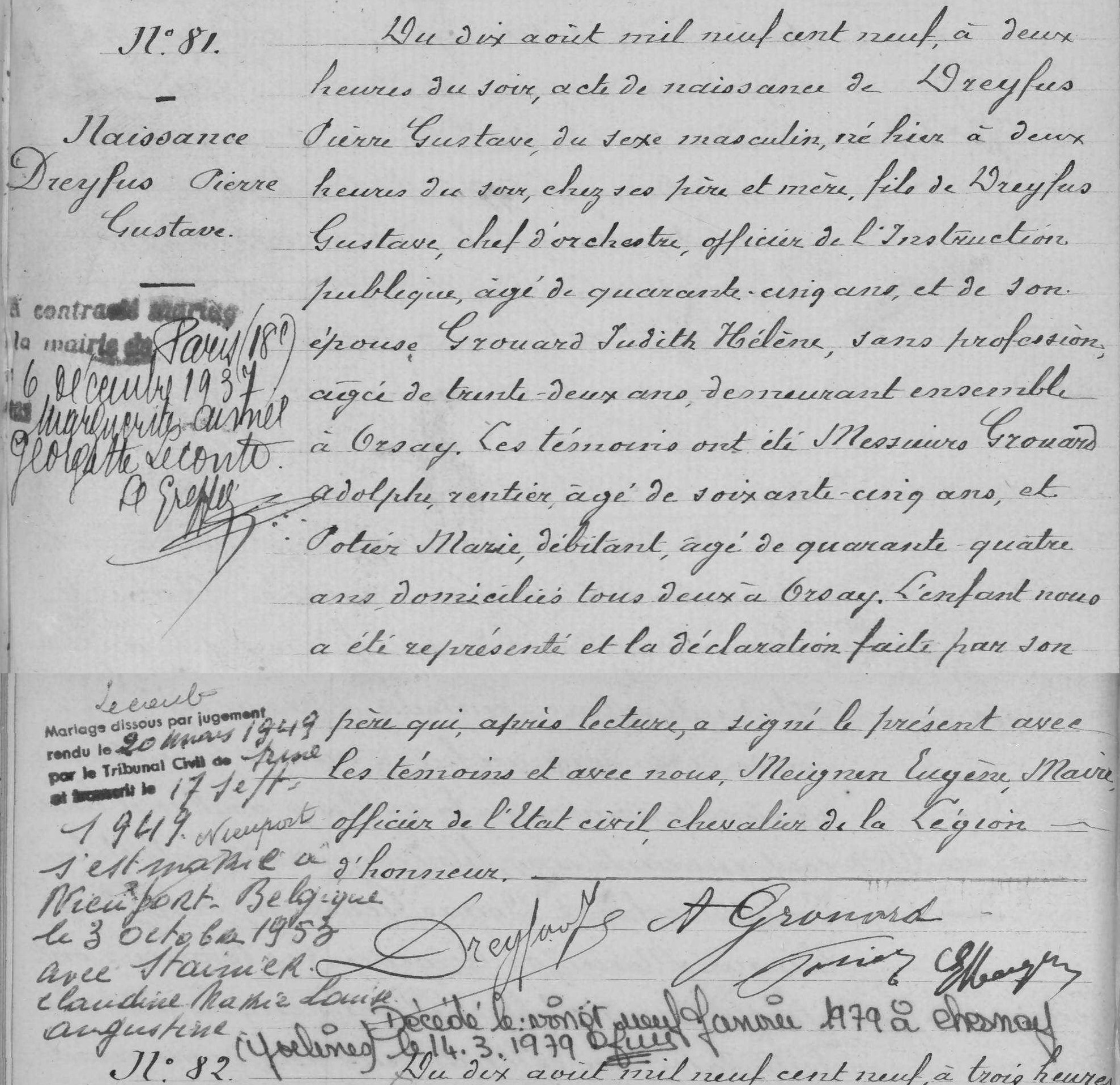
Acte de naissance.

Pierre Gustave Dreyfus est né le 9 août 1909 à Orsay. Il est le fils de Gustave Dreyfus (1863-1922), chef d'orchestre, et de Judith Hélène Grouard (1876-1955).

### Vie privée
Pierre Dorsey a été marié trois fois :
- le 20 juin 1930 dans le 17e arrondissement de Paris avec Éliane Césarine Georgette Léonie Cassella (1899-1969), ils divorcèrent le 26 octobre 1933[2].
- le 6 décembre 1937 dans le 18e arrondissement de Paris avec Marguerite Aimée Georgette Leconte (1906-1992), ils divorcèrent le 21 mars 1949[3].
- le 3 octobre 1953 à Nieuport (Belgique) avec Claudine Marie Louise Augustine Stainier (1933-1995)[4].

## Carrière

### Débuts et carrière musicale
Formé au piano et à la direction d'orchestre, Pierre Dorsey commence sa carrière comme pianiste accompagnateur et chef d'orchestre dans les années 1940. Il collabore avec Michel Emer avec qui il cosigne la chanson C'est tout, interprétée par Jacqueline François en 1949. Le duo signe ensuite le titre Trois fois merci, également enregistré par François et initialement créé par Renée Lebas, qui rencontre un important succès populaire.
Dans les années 1950, il s'associe régulièrement au compositeur Hubert Giraud. Ensemble, ils écrivent Je te tendrai les bras (1959) et Comme au premier jour (1960), cette dernière obtenant le 2e prix du Coq d'or de la chanson française en 1960.

### Succès et distinctions
Pierre Dorsey est le parolier de la chanson Amour, je te dois (musique de Hubert Giraud), qui remporte le premier prix du Coq d'or 1960. En 1961, il est à nouveau primé avec Ton adieu (musique de Pierre Delanoë), deuxième prix du concours. Il participe également à l'Eurovision 1960 en tant que parolier de la chanson monégasque Ce soir-là (musique de Hubert Giraud), interprétée par François Deguelt, qui se classe 3e.
Outre la chanson, Dorsey compose des musiques de films, notamment pour Les Maîtres nageurs (1951), coréalisé avec Michel Emer. Il réalise aussi des adaptations françaises de titres étrangers, comme Blowin' in the Wind de Bob Dylan, traduite en Écoute dans le vent et interprétée par Richard Anthony en 1964.

### Autres activités
Pierre Dorsey s'investit également dans la musique pour enfants avec Maurice Pon. Ensemble, ils créent le conte musical Sram et la soucoupe volante, édité dans les années 1960 par le label Mirliton.
Il compose et enregistre aussi de nombreuses musiques instrumentales, notamment dans le registre jazz et orchestral, publiées sur disques 33 tours par des labels comme Vogue ou BAM.